# Chris Norbury
Christopher Stanley „Chris“ Norbury (* 14. August 1986 in Accrington, Lancashire) ist ein ehemaliger englischer Snookerspieler, der mit Unterbrechungen zwischen 2005 und 2015 für insgesamt fünf Spielzeiten auf der Profitour spielte.

## Karriere
Norbury spielt Billard seit seiner Kindheit und gewann schon in einem Familienurlaub mit seiner Familie einen Poolbillardwettbewerb. Seit seinem neunten Lebensjahr spielt er Snooker. Zunächst trainierte er im Accrington Snooker Club in seiner Heimatstadt Accrington, nach dessen Schließung wechselte er zum Potters Snooker Club in Great Harwood. Dort erhielt er Trainingsstunden vom Clubtrainer und wurde Trainingspartner des dort übenden Profispielers Ian McCulloch, der ebenfalls als sein Trainer fungierte. Seine Schulausbildung erhielt er derweil in der Moorhead High School in seiner Geburtsstadt. Erste Erfolge konnte Norbury vor allem im Juniorenturnieren erzielen, zunächst vor allem bei lokalen und regionalen Juniorenmeisterschaften. Ab Anfang der 2000er feierte er auch bei internationalen Juniorenturniere große Erfolge, stand er doch 2003 und 2004 im Halbfinale der U19-Europameisterschaft. Bei der Ausgabe 2005 konnte er schließlich das Finale erreichen, unterlag aber Mark Allen. Parallel hatte er erste, weitgehend erfolglose Schritte hin zu einer Profikarriere unternommen. Erst als er auf der Challenge Tour 2003/04 ein Viertel- und ein Achtelfinale erreichte, spielte er sich ins Rampenlicht, mit Platz 26 in der Gesamtwertung verpasste er aber eine Qualifikation für die Snooker Main Tour. Doch in der nächsten Saison stand er im Endspiel eines der vier Challenge-Turniere, was mit Platz 6 in der Endwertung dann für einen Main-Tour-Startplatz reichte. Finanzielle Unterstützung erhielt er in dieser Zeit von einer lokalen Sportlerhilfe aus Lancashire, die lokalen Talenten wie Norbury finanzielle und materielle Unterstützung zukommen ließ.
In seiner Debütsaison auf der Main Tour konnte Norbury direkt zum Auftakt mit der Teilnahme an der Runde der letzten 32 des Grand Prix einen Achtungserfolg erzielen. Danach musste er jedoch viele frühe Niederlagen einstecken. Da er am Saisonende nur auf Platz 76 der Snookerweltrangliste geführt wurde, qualifizierte er sich nicht direkt für die nächste Saison und ein Verlust des Profistatus war im Rahmen des Möglichen. Über die Ein-Jahres-Weltrangliste erhielt der Engländer aber doch noch einen Startplatz für die nächste Saison. Auf diesem Wege startete er als 72. der Weltrangliste in die nächste Spielzeit, die beste Platzierung seiner Karriere. Diesmal verlor er bei aber fast ausschließlich in den frühen Runden; die Runde der letzten 64 des Malta Cups war sein bestes Ergebnis. Mit Platz 78 am Saisonende verpasste er erneut die direkte Qualifikation, auch die Ein-Jahres-Weltrangliste rettete ihn diesmal nicht. So verlor Norbury nach zwei Profijahren im Sommer 2007 zum ersten Mal seinen Profistatus.
In den nächsten zwei Jahren nahm Norbury an der Pontin’s International Open Series (PIOS) im nordwalisischen Prestatyn teil, einem Ort, an dem Norbury schon seit 2005 regelmäßig an der Turnierserie Pontin’s Pro Am teilgenommen hatte. So hatte er schon während seiner Profizeit zusätzliche Spielpraxis gesammelt, was sich auch nach 2007 fortsetzte. 2008 erreichte er sogar das Halbfinale des Finalturnieres der Turnierserie, danach stand er auch zweimal im Viertelfinale der English Open Championship. Unterdessen hatte Norbury auf der Pontin’s International Open Series 2007/08 bei acht Events nur ein Achtelfinale erreicht, womit er deutlich die für einen Main-Tour-Platz notwendigen Top 8 der PIOS-Gesamtwertung verpasste. Ein gewonnenes Event und zwei Achtelfinals auf der Pontin’s International Open Series 2009/10 zeigten eine bessere Form während der nächsten Saison an, doch um zehn Punkte verpasste er erneut die Top 8 und landete auf Rang 9. Doch Norbury erhielt durch glückliche Umstände doch noch einen Startplatz auf der Main Tour, rückte er doch für den eigentliche erstplatzierten Joe Jogia nach, denn Jogia konnte nicht die erforderliche Mitgliedschaft in seinem Nationalverband vorweisen.
Die Saison 2009/10 war so Norburys dritte Saison als Profispieler. Bei fast allen Turnieren verlor er jedoch seine Auftaktspiele und auch zwei Siege bei den China Open 2009 reichten am Ende nicht aus, um den sofortigen Verlust des Profistatus am Ende der Spielzeit zu verhindern. Am Ende reichte Rang 92 weder für die direkte Qualifikation noch für eine Qualifikation über die Ein-Jahres-Weltrangliste. Danach nahm Norbury wieder an britischen Amateurturnieren wie dem Pink Ribbon teil und erreichte bei der English Open Championship ein weiteres Viertelfinale. Im Fokus stand aber die Rückkehr auf die Profitour. Entsprechende Versuche zur Wiederqualifikation scheiterten nicht nur 2012/13 über die EBSA Qualifying Tour, sondern auch 2011 und 2012 über die neue Q School. Gleichzeitig nahm Norbury regelmäßig an professionellen Turnieren der neuen Players Tour Championship (PTC) teil, die explizit auch Amateuren eine Teilnahme ermögliche sollte. Nebst vieler früherer Niederlagen erreichte er bei einem Event 2010 auch die Runde der letzten 32 und bei einem Event 20112 das Achtelfinale. Zwar bekam er daraufhin eine Wildcard für das außerhalb der PTC als Profiturnier ausgetragene German Masters 2012, doch einen Startplatz für die Profitour erhielt er weder auf der Players Tour Championship 2010/11 noch auf der Players Tour Championship 2011/12.
Während der Players Tour Championship 2012/13 erzielte Norbury ähnliche Ergebnisse wie in den beiden Saisons zuvor, sein bestes Ergebnis war dieses Mal eine Teilnahme an der Runde der letzten 32 der Antwerp Open. Im Gegensatz zum Vorjahr schaffte er es dieses Mal allerdings, einen der ausgelobten Main-Tour-Startplätze zu bekommen. Über die Gesamtwertung der europäischen Events der PTC kehrte er so zur Saison 2013/14 auf die Main Tour zurück. Im Gegensatz zu seinen bisherigen Anläufen erhielt er dieses Mal eine Startberechtigung für gleich zwei Spielzeiten, waren doch mittlerweile die entsprechenden Modalitäten geändert worden. Schon während der ersten Saison hatte Norbury große Probleme, gute Ergebnisse zu erzielen. Er verlor über drei Viertel seiner Spiele und konnte, wenn überhaupt, fast immer nur vereinzelte Siege vorweisen. Eine Achtelfinalteilnahme bei den Ruhr Open 2013 stach zwar als bestes Ergebnis hervor, doch als PTC-Event hatte es geringeren Einfluss auf die Weltrangliste als die normalen Ranglistenturniere. Auf der Weltrangliste war er so am Saisonende gerade einmal Platz 109 gelistet, rückte dann aber über den Saisonwechsel auf Platz 84 vor. Als er aber während der zweiten Saison nur ein einziges Spiel gewinnen konnte, verschlechterte er sich so bis zum Sommer 2015 wieder auf Platz 109. 2015 verlor er so erneut seinen Profistatus direkt nach Ablauf des Zeitraums, für den er sich qualifiziert hatte.
Anschließend versuchte Norbury direkt, sich über die Q School doch noch wieder für die Profitour zu qualifizieren, scheiterte jedoch mit diesem Unterfangen. Im weiteren Laufe der Saison nahm er noch als Amateur an einigen Events der Players Tour Championship 2015/16 teil, bevor er sich vom Profisnooker zurückzog. Danach nahm er noch vereinzelt an englischen Amateurturnieren teil und erreichte unter anderem 2020 das Achtelfinale der English Amateur Championship. Daneben leitet er zusammen mit Ex-Profispieler Shokat Ali den Elite Snooker Club in Preston. Ferner ist Norbury Fan des Pferderennen und besaß zumindest um 2015 herum Anteile an einem eigenen Rennpferd.

## Erfolge
| Ausgang         | Jahr | Turnier                                              | Finalgegner  | Ergebnis |
| --------------- | ---- | ---------------------------------------------------- | ------------ | -------- |
| Amateurturniere |      |                                                      |              |          |
| Zweiter         | 2004 | Challenge Tour 2004/05 – Event 1                     | Jamie Cope   | 2:6      |
| Zweiter         | 2005 | EBSA-U19-Snookereuropameisterschaft                  | Mark Allen   | 5:6      |
| Sieger          | 2008 | Pontin’s International Open Series 2008/09 – Event 5 | Alfie Burden | 6:2      |